# キテレツ大百科 ソング・コレクション'92
『キテレツ大百科 ソング・コレクション'92』（キテレツだいひゃっか ソング・コレクション'92）は、テレビアニメ『キテレツ大百科』のベストアルバム。1992年6月21日に日本コロムビアから発売された。

## 概要
- テレビアニメ『キテレツ大百科』のTVシリーズ主題歌と、1988年9月1日発売された『コロちゃんパック キテレツ大百科』の楽曲が収録されている。

- 前作『キテレツ大百科 ソング・コレクション』[2]に収録されていた、TVシリーズ第17回 - 第24回エンディングテーマの「レースのカーディガン」は、レコード会社[注 1]が異なるため、今作では収録されていない。

- 第25回 - 第60回エンディングテーマである「コロ助ROCK」は、リミックスヴァージョンである「コロ助ROCK'92」が収録されている。その他のヴァージョンとして、1988年に発売されたコンピレーション・アルバム『キテレツ大百科 歌と音楽集』に収録されている「コロ助ROCK (ロング・バージョン)」[3]と、1990年にリリースされたシングル「すいみん不足」[4]のカップリング「コロ助ROCK'91」がある。なお、「コロ助ROCK'92」は、2019年時点ではこのアルバムにしか収録されていない。

- 『キテレツ大百科』の主題歌にまつわるアルバムは、2004年に発売された『キテレツ大百科 スーパー・ベスト』[5]までリリースは途絶えている。

## 批評
『CDジャーナル』は、「ドラえもんの高学年版ともいえる『キテレツ』のテーマ曲集。曲調も低年齢向け番組のものよりは複雑でポップなものになっていて、アルバム全体を通して聴きやすい。深夜族から評判をとったおもしろソング『すいみん不足』もバッチリ収録で、家族で楽しめる好盤」と批評した。

## 収録曲
1. お料理行進曲
  - 作詞：森雪之丞／作曲・編曲：平間あきひこ／歌：YUKA
  - TVシリーズ第171回 - 第331回（最終回）オープニングテーマ
2. HAPPY BIRTHDAY
  - 作詞：森雪之丞／作曲：清岡千穂／編曲：藤原いくろう／歌：YUKA
  - TVシリーズ第171回 - 第212回エンディングテーマ
3. コロ助ROCK'92
  - 作詞：森雪之丞／作曲：林哲司／編曲：山本健司／歌：内田順子
  - TVシリーズ第25回 - 第60回エンディングテーマ。このアルバムにしか収録されていないヴァージョンで、2019年時点ではこのアルバムにしか収録されていない。
4. すいみん不足
  - 作詞・作曲・編曲・歌：CHICKS
  - TVシリーズ第109回 - 第170回オープニングテーマ
5. はじめてのチュウ
  - 作詞・作曲・編曲：実川俊晴／歌：あんしんパパ
  - TVシリーズ第87回 - 第108回オープニングテーマ、第109回 - 第170回・第213回 - 第290回・第311回 - 第331回（最終回）エンディングテーマ
6. メリーはただのともだち
  - 作詞・作曲・編曲：実川俊晴／歌：藤田淑子
  - TVシリーズ第87回 - 第108回エンディングテーマ
7. 夢みる時間
  - 作詞：吉元由美／作曲：林哲司／編曲：山本健司／歌：森恵
  - TVシリーズ第61回 - 第86回オープニングテーマ
8. フェルトのペンケース
  - 作詞：岩室後子／作曲：来生たかお／編曲：山本健司／歌：森恵
  - TVシリーズ第61回 - 第86回エンディングテーマ
9. ボディーだけレディー
  - 作詞：森雪之丞／作曲：林哲司／編曲：山本健司／歌：内田順子
  - TVシリーズ第25回 - 第60回オープニングテーマ
10. キミと結婚したら! (キテレツのテーマ)
  - 作詞：森雪之丞／作曲：池毅／編曲：山本健司／歌：藤田淑子
  - コロちゃんパック『キテレツ大百科』（1988年9月1日発売）収録楽曲
11. お嫁さんになってあげないゾ
  - 作詞：森雪之丞／作曲：池毅／編曲：山本健司／歌：守谷香
  - TVシリーズ第1回 - 第24回オープニングテーマ
12. マジカルBoy マジカルHeart
  - 作詞：神原冬子／作曲：池毅／編曲：山本健司／歌：守谷香
  - TVシリーズ第1回 - 第16回エンディングテーマ